# Síndrome d'abstinència
La síndrome d'abstinència és el conjunt de reaccions físiques o corporals que succeeixen quan una persona amb addicció a una substància (alcohol o begudes amb etanol, tabac o altres drogues) deixa de consumir-la.
Aquesta síndrome també pot presentar-se en algunes patologies psicològiques com la Dependència Emocional, on no es depèn d'una substància o droga, però sí d'afecte desmesurat o dependència cap a altra persona, presentant l'individu somatització (és a dir, procés pel qual es confonen problemes emotius o psicològics amb dolors físics) Encara que els símptomes varien en forma i intensitat d'acord amb el producte emprat i el temps que duu desenvolupant-se la dependència, en tots els casos es deuen al fet que s'ha alterat el funcionament normal del sistema nerviós. La síndrome d'abstinència és denominat col·loquialment mono.

## Causes
En termes generals, les substàncies addictives posseïxen compostos semblants als neurotransmisores (compostos químics emprats per les neurones per a comunicar-se entre si) encarregats de desencadenar l'activitat dels centres cerebrals de recompensa o plaer, els quals permeten l'expressió d'emocions gratificants com entusiasme, alegria i serenitat. Precisament per això hi ha qui els utilitzen per a enfrontar moments difícils. Però, l'ús freqüent de drogues, tabac o alcohol exigeix quantitats cada vegada majors per a assolir el mateix efecte; a aquest fet se'l coneix com a tolerància, i ocorre perquè les substàncies addictives substituïxen gradualment la creació de neurotransmissores que desencadenen sensacions de benestar. En conseqüència, el pacient perd la capacitat d'experimentar goig i tranquil·litat de manera natural, i crea una dependència o consum compulsiu per a no sofrir una sèrie de malestars com ansietat, nerviosisme, al·lucinacions, sudoració, tremolors, calfreds, dificultat per a dormir, vòmit i altres que, en conjunt, formen la síndrome d'abstinència. S'ha de destacar que l'abús de substàncies no sempre crea dependència física, sinó psicològica, la qual es basa en el desig continu de consumir una substància per a plantar cara a situacions que generen malestar.
Encara que també és molt difícil de superar, té la peculiaritat que, quan es deixa d'emprar la droga, no es manifesten canvis en l'organisme, és a dir, no hi ha síndrome d'abstinència, només alteracions emocionals i de conducta. L'ús continu de substàncies que actuen sobre el sistema nerviós és responsable de dependència física, ja que el cos s'adapta a elles i el cervell experimenta un canvi en la seva estructura i acompliment, de manera que només pot funcionar normalment davant la presència de dites químiques, sense oblidar que cada vegada requereix majors dosis per a obtenir efectes agradables. És important esmentar que cada substància actua en forma particular en el cervell i que no totes generen dependència física ni síndrome d'abstinència. Per a explicar-lo millor, podem recórrer a una classificació general d'aquestes substàncies en tres grups: 
- Depressors: Dosis petites generen eufòria, però quan són altes relaxen l'activitat del cervell, produint atordiment i letargia, fins i tot la mort en paralitzar l'activitat nerviosa que controla a l'aparell respiratori. Molts d'aquests químics s'utilitzen amb finalitats mèdiques, com tranquil·litzants (narcòtics) o inductores del somni (hipnòtics). Els més coneguts en aquesta classificació són: alcohol, benzodiazepines, fàrmacs calmants, solucions i adhesius; els tres primers generen dependència física i psicològica, els dos últims només psicològica, segons s'ha comprovat fins a la data. Altres són els opioides o opiacis, com l'heroïna, que causen l'abstinència a opioides.

- Estimulants: Incrementen l'activitat del sistema nerviós central. Solen generar millora de l'estat d'ànim, sensació de felicitat, aparent augment de la capacitat mental i física, falta de son i apetit, així com major activitat en general. Aquest grup inclou amfetamines, metamfetamina (speed), metilendioximetanfetamina (èxtasi o MDMA), fenciclidina (PCP o pols d'àngel), cocaïna, nicotina, i cafeïna; totes aquestes substàncies generen dependència física i psicològica en diferent grau, a més de síndrome d'abstinència.

- Al·lucinògens o psicodèlics: Produeixen la impressió de percebre imatges o sons que no poden captar-se ordinàriament amb els sentits, i són emprats per algunes cultures en rituals.